# Kobariška bitka
Kobariška bitka (znana tudi kot kobariški preboj ali 12. soška bitka) je bil spopad med avstro-ogrsko in nemško vojsko na eni ter italijansko vojsko na drugi strani. Napad avstro-ogrskih in nemških enot na italijanske položaje se je začel 24. oktobra 1917 ob drugi uri zjutraj z močnim topniškim in plinskim napadom, temu je okoli osme ure zjutraj sledil napad pehote. Do konca dneva je bila italijanska fronta med Bovcem in Tolminom prebita. Boji so trajali do 27. oktobra, ko je Cadorna dal ukaz za umik čez reko Tilment. Urejen umik italijanske vojske se je sprevrgel v panični beg, umikajoči vojski pa se je pridružilo še na tisoče civilistov. Zaradi poraza je morala Italija začasno izstopiti iz vojne, da bi se obranila napadalcev, pa je morala za pomoč zaprositi zaveznike. Fronta se je z njihovo pomočjo ustalila šele na reki Piavi. Nemci so v tej bitki preizkusili tudi izpopolnjeno taktiko bliskovitega napada, ki so jo neuspešno izvedli že leta 1914 ob napadu na Francijo. Spopad je v propagandne namene dobil ime »čudež pri Kobaridu«, ker niti Avstrijci niti Nemci, ki so napad načrtovali, niso pričakovali, da bo tako zelo uspešen.

## Priprave na ofenzivo
V drugi polovici leta 1917 je položaj na avstrijski strani soške fronte postal izredno kritičen. Italijani so s svojimi enajstimi ofenzivami dodobra izčrpali avstrijske branilce na levem bregu Soče. Poleg velikih izgub ljudi in materiala so se pojavile tudi težave v sami Avstro-Ogrski monarhiji. Ljudje so bili po treh letih bojevanja naveličani vojne, svoje pa je dodalo tudi pomanjkanje hrane in težnje po odcepitvi nekaterih delov monarhije. Zato je bilo treba nekaj storiti. Cesar Karel I., ki je nasledil cesarja Franca Jožefa, in poveljnik avstrijskega generalštaba sta se odločila, da bosta za pomoč zaprosila Nemce. Nemci so vedeli, da je položaj v Avstro-Ogrski kritičen. Če bi prišlo do preboja soške fronte, bi se avstrijska vojska sesula, s čimer bi bila ogrožena tudi Nemčija in njena spomladanska ofenziva na zahodni fronti, načrtovana za leto 1918. Nemci so po tehtnem razmisleku pomoč odobrili in na južno bojišče poslali generale, da izdelajo načrt za ofenzivo, ki bi porazila ali vsaj začasno onesposobila italijansko vojsko.
Ofenzivo so najprej načrtovali na južnotirolskem odseku fronte, vendar so zaradi zahtevnosti terena te načrte kmalu opustili. Po dolgem iskanju primerne lokacije so se dokončno odločili, da bo ofenziva potekala v Soški dolini, točneje med Bovcem in Tolminom. Ofenzivo so poimenovali Zvestoba v orožju (Waffentreue).
Načrt napada je bil izdelan 12. septembra 1917, izvedla pa naj bi ga 14. nemška armada, v kateri je bilo osem avstro-ogrskih in sedem nemških divizij. Armada je bila razdeljena na štiri korpuse: I. avstrijskemu korpusu je poveljeval general Alfred Krauss, III. korpusu generallajtnant von Stein, II. pruskemu korpusu generallajtnant von Berrenja, XV. korpusu pa feldmaršallajtnant Seattija. I. korpus je imel nalogo zasesti črto med Skutnikom (1.720 m) in Stolom (1.673 m) nad dolino reke Učje zahodno od Žage in nato napredovati proti Čenti (Tercentu) in Tilmentu. Njegova naloga je bila tudi napad z Rombona proti prelazu Prevala ter pomoč III. korpusu, ki je napadel v smeri proti Kobaridu. II. korpus naj bi iz smeri Tolmina zasedel vrh Ježa (949 m) na Kolovratu ter nato napredoval proti Sv. Martinu. Alpski korpus je imel nalogo napasti hribe nad Tolminom in tako zaščititi enote, ki bi napredovale proti Kobaridu.
Štab armade je imel sedež v Kranju. Poveljnik armade je bil general Otto von Below, načelnik štaba pa generallajtnant Konrad Krafft von Dellmensingen. Poveljstvo celotne fronte proti Italiji pa je bilo nameščeno v Mariboru. Avstrijski sestavi 14. armade je poveljeval general Alfred Krauss. Ta si je za svoj sedež izbral Kranjsko Goro, ko pa se je približeval dan ofenzive, je svoje poveljstvo premaknil bliže fronti.

### Material
Priprave na ofenzivo so bile temeljite. Poveljniki so si pred napadom podrobno ogledali fronto in izdelali posebne karte ter načrte napada in niso ničesar prepustili naključju. Prevoz čet in materiala v bližino bojišča se je začel v drugi polovici septembra in je trajal vse do same ofenzive. Enote so bile razporejene v vseh večjih krajih okoli bojišča (Beljak, Celovec, Kranjska Gora, Ljubljana, Jesenice, Kranj, Bohinj ...). Na območje bojišča so jih preselili le nekaj dni pred ofenzivo. Za prevoz čet in materiala so potrebovali okoli 2.400 vlakov. 
Skupna moč 14. armade je štela 123 bataljonov z okoli 100.000 vojaki, 1.739 topov, 420 minometov in 10 letalskih eskadrilj. Velik problem je bilo razmeščanje težkih topov in granat po hribih. Premike je dodatno oviralo slabo vreme, zaradi katerega je mnogo vojakov zbolelo, še preden je prišlo na fronto. Za vsak top je bilo predvideno 1.000 granat, za težje topove pa 800; 15% vseh granat na bojišču pa je bilo plinskih. Prevoz materiala in vojakov na bojišče je potekal preko prelazov Vršič in Predel, skozi rabeljski rudnik in z bohinjsko železnico po Baški grapi skoraj do Tolmina. Zaradi slabega vremena je dostava materiala in čet kasnila, zato so ofenzivo, ki je bila načrtovana za 22. oktober, prestavili najprej na 23. oktober in nato na 24. oktober 1917.

### Plin
Italijanski položaji so bili razporejeni v tri glavne bojne črte, ki so se nahajale ena za drugo. V primeru da bi padla ena bojna črta, bi napad sovražnika zadržala druga. Vse obrambne črte so bile izredno dobro utrjene in opremljene. Topniški položaji in kaverne ter prostori za posadko so bili izklesani v živo skalo, zaradi česar so bili ranljivi le za direktne zadetke. Pred bojnimi položaji se je nahajalo več metrov žičnih ovir, za katerimi so bili dobro zakriti in opremljeni strelski jarki prve, druge in tretje obrambne črte. Avstro-ogrska in nemška armada sta se znašli pred skoraj nemogočo nalogo. V ofenzivi sta morali premagati vse tri izredno dobro utrjene položaje. Da bi uničili te položaje, so se odločili, da uporabijo nov izum prve svetovne vojne, bojni plin. Na soškem bojišču to ni bila nobena novost, saj so plin, točneje klor, že uporabili. Z njim so Avstrijci 29. junija 1916 na kraškem bojišču zaplinili prve italijanske položaje. Cilj plinskega napada v dvanajsti soški bitki so bili predvsem gorski hrbti, strma pobočja in ozke doline, kjer so bile nevarne italijanske topniške kaverne in opazovalnice. Da bi onesposobile te položaje, so uporabili granate napolnjene s plinom fosgenom in kloroarzinom. Prve so označevali z zelenim križem, druge pa z modrim križem. Z uporabo obeh plinov so dosegli dvojni učinek — zaradi vdihavanja kloroarzina je vojak začel kihati in se dušiti in si z obraza strgal plinsko masko, takrat pa je vdihnil smrtno nevaren plin fosgen. Kloroarzin v majhnih koncentracijah ni smrten, spada pa med kihavce in dražljivce, njegova para tvori zelo fina kristalna zrna, ki prodrejo skozi filtre plinskih mask in povzročajo, da oseba začne kihati, kašljati in se dušiti, s čimer je začasno onesposobljena. Za razliko od kloroarzina je fosgen nevaren plin, ki je smrten že v majhnih količinah, spada pa med dušljivce. Zaradi različnih barvnih oznak na strelivu so vojaki obstreljevanju z bojnimi plini rekli kar barvno streljanje.
Pred ofenzivo so morali vojaki na topniške položaje prinesti več kot 111.000 plinskih granat. Topničarji so dobili navodila, da morajo porabiti najprej granate z modrim križem, nato pa še z zelenim. Plinski napad je bil pripravljen z matematično natančnostjo. Vsaka posadka topa je imela točno določen cilj, ki so ga morali obstreljevati. Pred ofenzivo so se najbolj posvečali Bovškemu polju, kjer so izvedli najbolj krut plinski napad. Za napad so uporabili plinomete. Gre za angleški izum, ki so ga prvič uporabili leta 1917 pri Arrasu v Franciji. Plinomet je bila navadna cev, ki so jo pred uporabo zabili v zemljo in napolnili s plinsko mino, vžig mine je bil električni. Domet plinometa je bil okoli 1.600 m, ni pa bil zelo natančen, kar pa pri plinu tudi ni tako zelo pomembno. Cilj takega sistema plinometov je v kar najkrajšem času doseči čim višjo koncentracijo plina.

### Taktika
Dvanajsta soška bitka je bila znana tudi po uporabi nove revolucionarne taktike bliskovitega napada, za katero mnogi mislijo, da je izum druge svetovne vojne. V resnici gre za nemški izum še iz časov pred prvo svetovno vojno. Taktika naj bi temeljila na uporabi topništva in hitrem napredovanju pehote, ki bi prebila nasprotnikovo obrambno linijo na najbolj izpostavljenem mestu ter ga nato obkolila. Nasprotnika naj bi nato pokončalo topništvo, ki bi sledilo pehoti. To taktiko so Nemci uporabili leta 1914 ob napadu na Francijo, vendar je napad zaradi nedodelanosti taktike in nedovršene tehnologije spodletel, zaradi česar se je začelo mučno bojevanje v jarkih.
Zdaj so Nemci dobili novo priložnost, da skupaj z novimi vojnimi izkušnjami teorijo spravijo v prakso. Staro vojaško mišljenje je pravilo, da je treba nadzorovati hribe, iz katerih je nato možno nadzorovati okolico. Nemci so vso stvar postavili na glavo in sovražnika nameravali napasti po dolini, kjer je ta najbolj ranljiv, pri tem pa jim je pomagalo tudi slabo vreme. Z dolinskim prodorom bi obkolili močno utrjene vrhove ter nato zasedli enega za drugim.

### Italijanska stran
V primerjavi z Avstrijci in Nemci so bili Italijani bistveno močnejši. Od Bovca do morja so imeli 41 divizij s 3.626 topovi. Na večer pred napadom je nasproti 14. armadi stal del italijanske 2. armade pod poveljstvom generalporočnika Luigija Capella, ki je v 6. soški bitki zaslovel z zasedbo Gorice, v enajsti pa z uspešnim prodorom na Banjšice. Po 10. in 11. soški bitki, ki je dodobra zdelala avstrijske branilce, Italijani niso imeli izdelane nobene obrambne strategije kljub temu, da so vedeli, da se približuje ofenziva.
Italijanski poveljniki so začeli sumiti, da Avstrijci pripravljajo ofenzivo, ko so ti 14. septembra, da bi preprečili uhajanje podatkov, zaprli avstrijsko-švicarsko mejo. Tridesetega septembra je bilo italijansko poveljstvo obveščeno o prisotnosti nemških častnikov na tolminskem odseku in prihodu nemških enot v Grahovo ob Bači. Drugega oktobra je obveščevalna služba javila prihod nemških enot v Ljubljano in Tolmin. Kljub vsem opozorilom, da se bo napad zgodil v bližnji prihodnosti v Zgornjem Posočju, je bil Cadorna prepričan, da bo do napada prišlo na Banjšicah zato je tja premestil večino topov ter enot. Cadorno o smeri napada niso prepričali niti načrti in dokument prebeglih avstrijskih vojakov in častnikov. Dva dni pred ofenzivo, 22. oktobra, je bojišče obiskal sam italijanski kralj in se na lastne oči prepričal o pripravljenosti italijanske vojske. Triindvajsetega oktobra je bil s prisluškovanjem znan tudi čas napada, toda vse kar so še lahko storili, je bilo topniško obstreljevanje sovražnika, ki pa se je zaradi pomanjkanja granat kmalu prekinilo.
Italijani so imeli v Zgornjem Posočju tri obrambne črte; prvo so imenovali »linea di occupazione avanzata« in je bila slabo utrjena, zasedena s četami in branjena, ni pa bila prilagojena terenu, saj je bila pridobljena v boju. Druga in tretja obrambna linija »linea di resistenza ed oltranza« in »linea di armata« pa sta bili na izredno dobrem obrambnem položaju ter tudi dobro utrjeni, vendar nista bili polno zasedeni. Na nekaterih odsekih sploh ni bilo druge obrambne črte.
Kljub temu, da so Italijani na soškem bojišču enkrat že doživeli plinski napad in so iz obveščevalnih podatkov izvedeli, da se pripravlja nov, svojih vojakov niso zaščitili. Njihove protiplinske priprave so bile smešne in neresne. Plinske maske, ki so jih uporabljali, so bile kopija starih francoskih mask, ki so imele namesto pravega filtrskega vložka le vato namočeno v kemikalije. Zanesljivo so vojaka varovale le pred klorom čeprav naj bi bile večnamenske, kot velik problem se je izkazalo tudi njihovo število, saj jih ni bilo dovolj za vse vojake.
Zaradi slabega vremena in težav s premikom čet in materiala je bila ofenziva večkrat prekinjena in prestavljena na drug datum. Otto von Bellow je 23. oktobra zvečer kljub poslabšanju vremena izda ukaz, da bo napad 24. oktobra. Posadkam topov je bilo ukazano, da ob 22.00 napolnijo orožje s plinskimi izstrelki in jih usmerijo proti tarčam. Začetek topniškega obstreljevanja je bil predviden natanko ob drugi uri zjutraj, 24. oktobra 1917.

## Ofenziva

### 24. oktober 1917 ob 2.00 zjutraj
Štiriindvajsetega oktobra zjutraj je v hribih močno snežilo, v dolinah pa deževalo. Natanko ob 2:00 se je med Rombonom in Seli pri Volčah začelo topniško obstreljevanje, ki je bilo v pripravi z ostalimi topniškimi pripravami v prvi svetovni vojni relativno kratko. Topovi so najprej začeli streljati s plinskimi granatami. Topničarji so imeli navodila, da morajo v dveh urah in pol porabiti celotno količino plinskih granat, najprej tiste označene z modrim križem, nato pa še tiste, ki imajo zeleni križ. Ob 2:05 so v Bovški kotlini sprožili plinomete, s katerimi so zaplinili cestno zajedo Naklo in področje pri mostu čez Sočo. Tam so pričakovali močan odpor italijanskih branilcev.
Na začetku obstreljevanja so Italijani prižgali žaromete, italijansko topništvo pa začne obstreljevati avstrijske položaje, vendar je topništvo zaradi posledic plina in pretrganih telefonskih povezav kmalu prenehalo z obstreljevanjem. 
Med 4:30 in 6:30 je v hribih in dolinah zavladalo začasno zatišje. Ob pol sedmih zjutraj se je začelo korekcijsko streljanje, točno ob sedmih pa rušilno obstreljevanje, v katerem so sodelovali topovi najtežjega kalibra. Cilj tega obstreljevanja so bili predvsem italijanski prvi položaji. V zadnjih petnajstih minutah med 7:30 in 7:45 je obstreljevanje doseglo vrhunec, ko so streljali vsi topovi in minometi z največjo hitrostjo. Izstreljenih je bilo okoli 200.000 granat in min, nato je obstreljevanje počasi ponehalo in se preselilo v zaledje, kar je pomenilo, da je čas za napad pehote.

### Napad v smeri Bovca
Ob 9:00 se je v Bovški kotlini začel napad pehote. Prvo italijansko obrambno črto, ki je bila popolnoma uničena so napadalni oddelki zavzeli brez težav, le pod Rombonom in v porušenem Bovcu je bilo nekaj odpora. Posebne enote so brez odpora zasedle cestno zajedo Naklo, v kateri so našle med 500 in 600 mrtvih italijanskih vojakov, skoraj cel III. bataljon 87. pehotnega polka brigade Friuli. Po preboju prve obrambne črte se je italijanska 50. divizija umaknila na drugo obrambno črto, ko pa je zvedela za padec Kobarida, je prišel ukaz, da se mora umakniti na tretjo obrambno črto, s čimer je bila odprta pot avstrijski vojski, ki je napredovala v smeri Učje. Zaradi slabih novic, ki so prihajale iz doline, so se Italijani v noči iz 24. na 25. oktober umaknili iz planine Jama, Polovnika, Krasjega vrha in Predoline in tako napadalcu odprli pot v smeri Kobarida.
Medtem ko so avstrijske enote po dolini hitro napredovale, so imele na Rombonu zaradi novozapadlega snega obilo težav. Zaradi globokega snega in snežnega meteža so bila vsa obstreljevanja in napadi pehote neuspešni, svoje je dodalo tudi italijansko topništvo, ki je bilo za razliko od tistega v dolini zelo uspešno. Ob 15:00 so avstrijski vojaki zasedli vas Plužno, kjer je bila spodnja postaja italijanske oskrbovalne žičnice in tako od zaledja odrezali italijanske alpine na Rombonu. Ti so se nato v kritju topništva in noči ob 19:00 umaknili proti sedlu Prevali.

### Napad v smeri Kobarida
Avstro-ogrska 50. divizija je na dan ofenzive v smeri Kobarida napadla italijanske položaje med Krnom in vasjo Dolje. Enotam 3. gorske brigade se je v bliskovitem napadu posrečilo zasesti dobro utrjeno Batognico, medtem ko je vrh Krna ostal v rokah italijanskih Alpinov vse do naslednjega dne. Predali so se šele, ko jim je zmanjkalo streliva. Uspešna je bila tudi 15. gorska brigada, ki je prebila italijanske položaje v okolici Mrzlega vrha. Italijani so se nato umaknili na rezervno obrambno črto Krn—Kožljak—Pleče vendar ta obrambna črta popoldan ni imela več nobenega pomena saj je bila prebita južno od Pleč. 15. gorska brigada je nato skupaj z 12. šlezijsko divizijo zasedla Kobarid. Italijani so, da bi obranili Kobarid, okoli njega postavili improvizirano obrambno črto, ki pa ni zdržala zato so ob 15:30 porušili most čez Sočo in se začeli umikati. Pol ure zatem so avstrijske čete zasedle mesto in pri tem zajele poveljnika 43. italijanske divizije generala Farisoglia ter njegovo osebje. 
12. divizija je prvi dan ofenzive prebila vse tri obrambne črte, ne da bi naletela na resnejši odpor italijanskih branilcev, ob 22.30 so zasedli še Robič. Na dan ofenzive so zajeli 10.000 ujetnikov ter celoten štab 43. divizije. Prodor 12. divizije je kasneje v propagandne namene dobil ime »čudež pri Kobaridu«.

### Napad v smeri Tolmina
Pri Tolminu je pehota 12. divizije v napad krenila ob 8:00, brez posebnih težav je prebila italijanske položaje ob Soči in hitro napredovala v smeri Kobarida in ga okoli štirih popoldan tudi zasedla. Pred italijanskim obstreljevanjem iz smeri Kolovrata in Matajurja jih je varovala gosta megla. Da bi si napadalci v času prodora po dolini zaščitili levi bok, so morali zasesti vzpetine na levem in desnem bregu Soče. Zato je bil predviden sočasni napad Alpskega korpusa in 200. divizije. Nemci so na dan ofenzive proti Hlevniku napredovali brez težav — ob 10:30 so zasedli greben Senice in nato napredovali proti Kavčičevi planini, zasedli so tudi vas Kamnico. Po srditih bojih so Nemci ob 11:15 zasedli Očno. Ob 17:30 po daljšem boju pade tudi glavni steber obrambe Matajurja. Vojni plen tega dne je bil neverjeten: zajetih je bilo tisoče ujetnikov, 99 topov, 75 mitraljezov, 45 minometov in ogromno vojnega materiala.

### Dnevi, ki so sledili ofenzivi
Petindvajsetega oktobra se je prodor nadaljeval z vso močjo. Pod Rombonom je avstrijska izvidnica ugotovila, da so italijanski položaji prazni, saj so se Italijani pod okriljem noči in topniškim obstreljevanjem začeli umikati proti sedlu Prevali. Začelo se je mučno zasledovanje italijanskih alpinov v visokem snegu. Zjutraj padeta Krn in Kožljak, tako da se prodor 50. divizije v smeri Kobarida nadaljuje. Nemci nameravajo zasesti Matajur in Kolovrat, vendar jim načrte prekriža italijanski protinapad, ki pa se nato nenadoma ustavi, zato Nemci nadaljujejo s prodorom in zasedejo Kolovrat. Kljub temu da so se Italijani ponekod še močno upirali, so se začeli kazati že prvi znaki razsula italijanske vojske.
Šestindvajsetega oktobra ob 2:15 po hudih bojih pade Stol, ob 7. uri pa še Breginj, kjer se preda poveljnik in 5.000 italijanskih vojakov. Popoldne Nemci zasedejo še zadnjo obrambno točko nad Sočo, Matajur. Napad vodi Erwin Rommel, ki se je odlikoval že prejšnji dan pri zasedbi Kolovrata. Po zasedbi Matajurja se je Rommel s svojimi vojaki spustil v dolino Nadiže, kamor je prihajal tudi Alpski korpus. Okoli 13. ure pade Hum, zvečer pa brez boja še Breški Jalovec.
Ko Cadorna 27. oktobra malo po polnoči izve za padec Breškega Jalovca, ve, da je italijanska vojska dokončno poražena, zato ob 2:30 izda ukaz za umik 2. in 3. armade čez Tilment. Temu sledi še umik 4. armade iz Karnijskih Alp. Še isti dan zjutraj se od Karnijskih Alp do Jadrana začne splošni umik italijanske vojske proti zahodu. Na cestah se znajde več kot 2 milijona italijanskih vojakov in okoli 400.000 civilnih beguncev. Sprva urejen umik se kmalu sprevrže v panični beg, mnogi častniki zapustijo svoje enote in pobegnejo, vojaki začnejo odmetavati orožje in opremo ter vse, kar jih ovira pri begu. Jarki ob cestah so bili polni vozov, opreme, topov in najrazličnejšega vojaškega materiala. Umakne se tudi Cadorna; ob 15:30 general skupaj z vrhovnim poveljstvom zapustil Videm in se odpravil v Treviso. Proti večeru Nemci zasedejo Čedad in se nato usmerijo proti Vidmu, malo po polnoči pade tudi Gorica, ki so jo Italijani zasedli 9. avgusta 1916.
Zadnje italijanske enote se preko Soče umaknejo 28. oktobra 1917 ob pol enajsti uri. Dvanajsta, zadnja soška bitka, je tako končana in po 885 dneh krvavih spopadov ob Soči ponovno zavladal mir.